# グラントレイ・ローレンス・アニメーション

グラントレー・ローレンス・アニメーションのロゴで、渦巻が特徴。

グラントレイ・ローレンス・アニメーション(Grantray-Lawrence Animation)は、かつて存在していたアニメ制作会社。グラント・シモンズ、レイ・パターソン（併せてグラントレイ）、ロバート・L・ローレンスによって設立された。
この会社は1968年に倒産し、配給会社のクランツ・フィルムが引き継ぐまでCMや低予算のテレビ作品を制作していた。担当した作品の中で最もよく知られているのは、マーベルコミックのスーパーヒーローが活躍するテレビアニメである（日本では「スパイダーマン」の方が知名度がある）。その前はドラ猫大将、宇宙家族ジェットソン、まんが探偵局、近眼のマグー(名優マグー)で作画の下儲け作業を行っていた。

## フィルモグラフィー
| 年      | タイトル                     | 共同制作                                        | 備考                   |
| ------- | ---------------------------- | ----------------------------------------------- | ---------------------- |
| 1957    | The Hope that Jack Built     |                                                 |                        |
| 1958    | Planet Patrol                |                                                 | パイロット作品、失敗作 |
| 1966    | マーベル スーパーヒーローズ  | マーベル・コミック クランツ・フィルムズ         | シンジケーションで放送 |
| 1966-68 | ロケット・ロビンフッド       | トリリウム・プロダクション クランツ・フィルムズ | ノンクレジット         |
| 1967-68 | スパイダーマン               | マーベル・コミック クランツ・フィルムズ         |                        |
| 1967    | Max, the 2000-Year-Old Mouse | アル・ゲスト・スタジオ クランツ・フィルムズ     |                        |